# Gilbertidia dolganovi
Gilbertidia dolganovi is een straalvinnige vissensoort uit de familie van de psychrolutiden (Psychrolutidae). De wetenschappelijke naam van de soort is voor het eerst geldig gepubliceerd in 1993 door Mandrytsa.